# Hydrogen (f)or Life
Hydrogen (f)or Life è un movimento di protesta nato nel 2005 in favore dello sviluppo delle tecniche naturali di produzione dell'idrogeno, produzione necessaria all'avviamento di una stabile economia basata sullo sfruttamento dell'idrogeno.
Il movimento, nato da un'iniziativa di ricercatori dell'Università di Montreal ed attivisti canadesi, ha ricevuto immediato consenso da parte di diversi rappresentanti del mondo dello spettacolo come Sting, Max Philip Navarro, Hal Ozsan, Val Kilmer, e Serj Tankian.
Gli studiosi ritengono, infatti, che i brevetti per l'ottenimento pulito dell'idrogeno, siano stati insabbiati dai grandi centri di potere, legati a doppio filo con le lobby del petrolio e le relative speculazioni economiche. Se nel 2005 tutto ciò sembrava uno scenario decisamente futuristico, ora possiamo constatare che tutto si sta realizzando secondo le previsioni degli studiosi.
I ricercatori ritengono che, viste le scarse risorse ancora disponibili di greggio, le lobby abbiano spostato le loro mire sulle risorse idriche del nostro pianeta, e che sia in corso una vera e propria corsa all'accaparramento dei corsi d'acqua in vista della successiva imposizione dell'economia ad idrogeno. 
Conseguenze evidenti saranno il rapido rialzo del prezzo dell'acqua che porterebbe ad un generale impoverimento delle masse. 
Secondo gli studiosi, tutto ciò potrebbe essere evitato solo se i brevetti fossero resi noti prima che le risorse idriche vengano privatizzate.